# ارتم رازونوف
ارتم رازونوف (انگلیسی: Artem Radionov؛ زادهٔ ۳ سپتامبر ۱۹۸۳) بازیکن فوتبال اهل اوکراین است.
از باشگاه‌هایی که در آن بازی کرده‌است می‌توان به باشگاه فوتبال استال کامیانسکه اشاره کرد.